# Cerkiew św. Mikołaja w Dobrej Szlacheckiej
Zespół cerkiewny w Dobrej Szlacheckiej – składa się z dwóch obiektów:

## Cerkiew pw. Podwyższenia Krzyża Świętego
Jest to cerkiew drewniana, zbudowana w 1879, orientowana, konstrukcji zrębowej osadzona na kamiennej podmurówce. Podmurówka osłonięta gontowym okapem. Trójdzielna: prezbiterium zamknięte trójbocznie, nawa i babiniec na planach kwadratów. Przy prezbiterium od północy zakrystia. Całość szalowana pionowym deskowaniem z listewkami. Dachy dwuspadowe, kryte blachą. Nad wszystkimi częściami ośmioboczne cebulaste kopuły na tamburach, w zwieńczeniu pseudolatarnie z żelaznymi krzyżami.
We wnętrzu stropy płaskie. Polichromia figuralna wykonana w latach 1899-1904 przez Antoniego i Michała Bogdańskich (patrz: Józef Bogdański) z udziałem Mikołaja Demkowicza. Klasycystyczny ikonostas z tego samego okresu, wykonany również przez wymienionych Bogdańskich. Jest to ikonostas czterorzędowy, w klasycznym układzie spotykanym w cerkwiach karpackich na terenie Polski.
Podczas II wojny światowej uszkodzona została w 1944 centralna kopuła, którą w 1947 rozebrano, łatając prowizorycznie dach. Pierwotny wygląd kopuły odtworzony został podczas remontu w 2003 r. Pierwotnie była cerkwią greckokatolicką, obecnie budynek służy jako kościół pw. Podwyższenia św. Krzyża, filia parafii rzymskokatolickiej w Mrzygłodzie. Teren przy cerkwi otoczony murem z dzikiego kamienia. W linię muru wbudowana jest opisana niżej dzwonnica bramna. W pobliżu opuszczony budynek starej plebanii.

## Wieża-dzwonnica bramna
Oddzielnym obiektem jest wieża-dzwonnica bramna, usytuowana na osi świątyni. Pochodzi z XVII w., przebudowana w XVIII. Składa się z trzech kondygnacji. Pierwsza jest murowana z kamienia, na rzucie kwadratu, otynkowana i pobielona, sklepiona kolebkowo. Wyższe kondygnacje są drewniane. Druga ma konstrukcję zrębową ze stropem belkowym i z nadwieszonym gankiem, opartym na czterech słupach z zastrzałami. Tutaj znajdował się ikonostas w typie archaicznym, po którym zachowała się przegroda ikonostasowa z królewskimi i jednymi diakońskimi wrotami. Trzecia kondygnacja ma konstrukcję słupowo-ramową z nadwieszoną izbicą. Na wyższe kondygnacje wchodziło się po stromych, drewnianych schodach, przypominających drabinę. Budowla nakryta jest dachem gontowym namiotowym. Kondygnację górną od środkowej oddziela dach pulpitowy daszek pulpitowy z facjatką od frontu.
Do czasu synodu zamojskiego w 1720 r. przy jednym ikonostasie można było sprawować tylko jedną eucharystię dziennie. Przez fakt istnienia ikonostasu wieża była odrębną cerkwią, co pozwalało odprawić w Dobrej dodatkową mszę św. w tym samym dniu. W niektórych cerkwiach (np. w Cerkiew św. Paraskewy w Radrużu lub cerkiew św. Jura w Drohobyczu) budowano tym celu nad babińcem dodatkowe pomieszczenie z ikonostasem. Po synodzie zamojskim można było odprawiać kolejne msze również przy ołtarzach bocznych, pozbawionych ikonostasu. Nie jest znane wezwanie, pod którym wieża była wykorzystywana jako cerkiew.
Jest to obiekt unikatowy w skali kraju. Obecnie pełni rolę dzwonnicy, z dwoma dzwonami: z 1627 i 1924 r.
Zespół cerkiewny został włączony do podkarpackiego Szlaku Architektury Drewnianej.

## Galeria

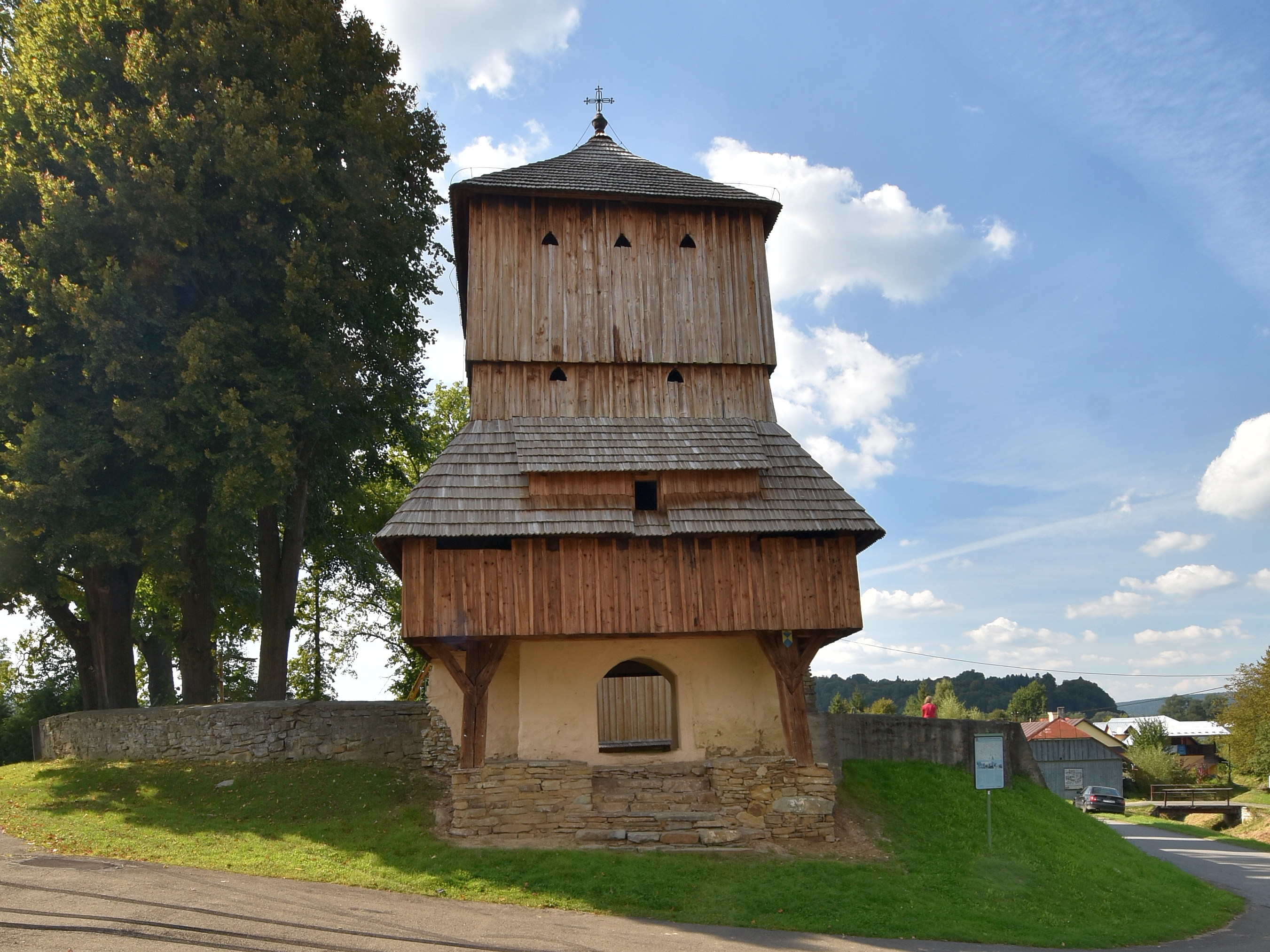
Dzwonnica
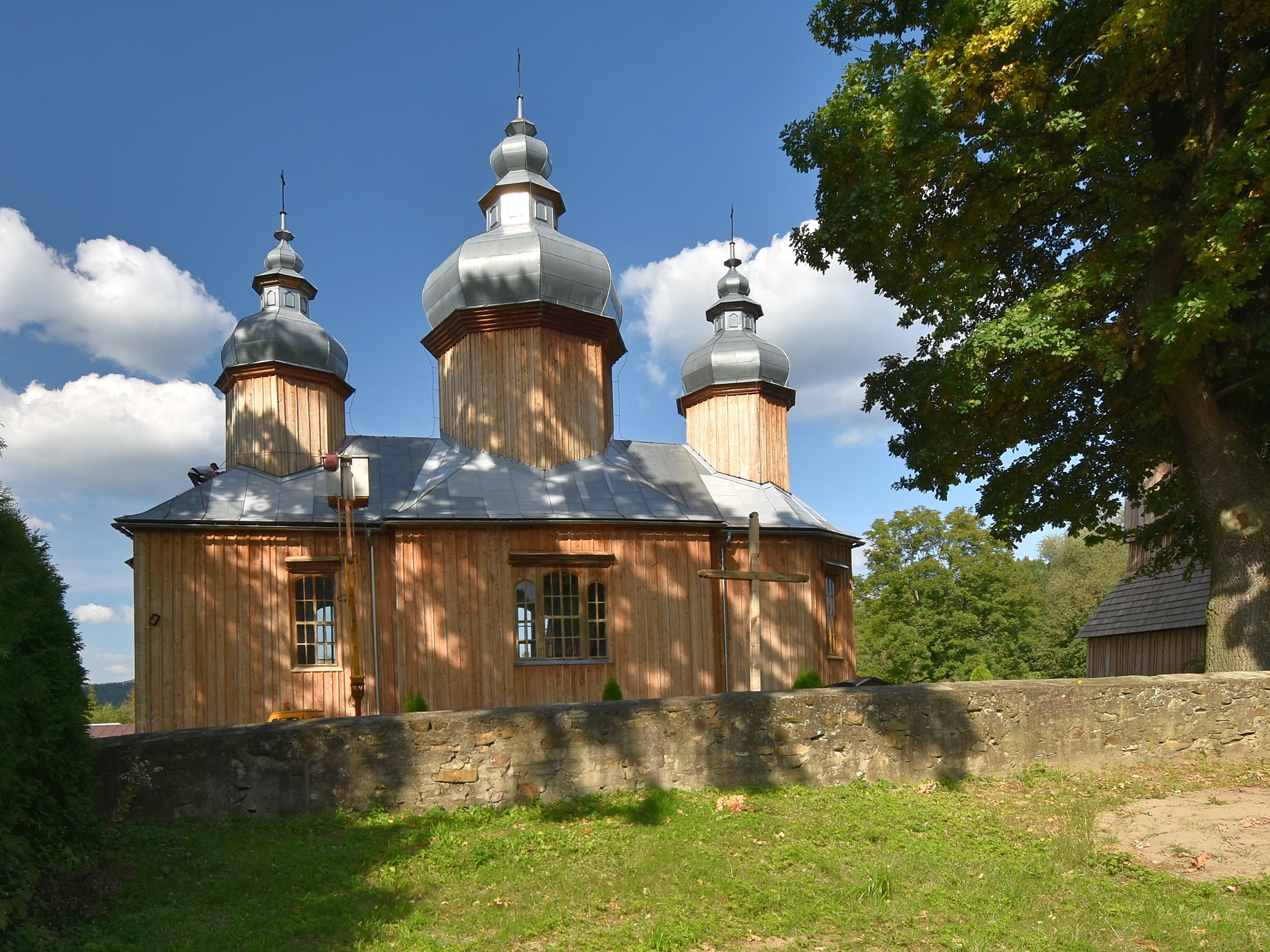
Elewacja południowa
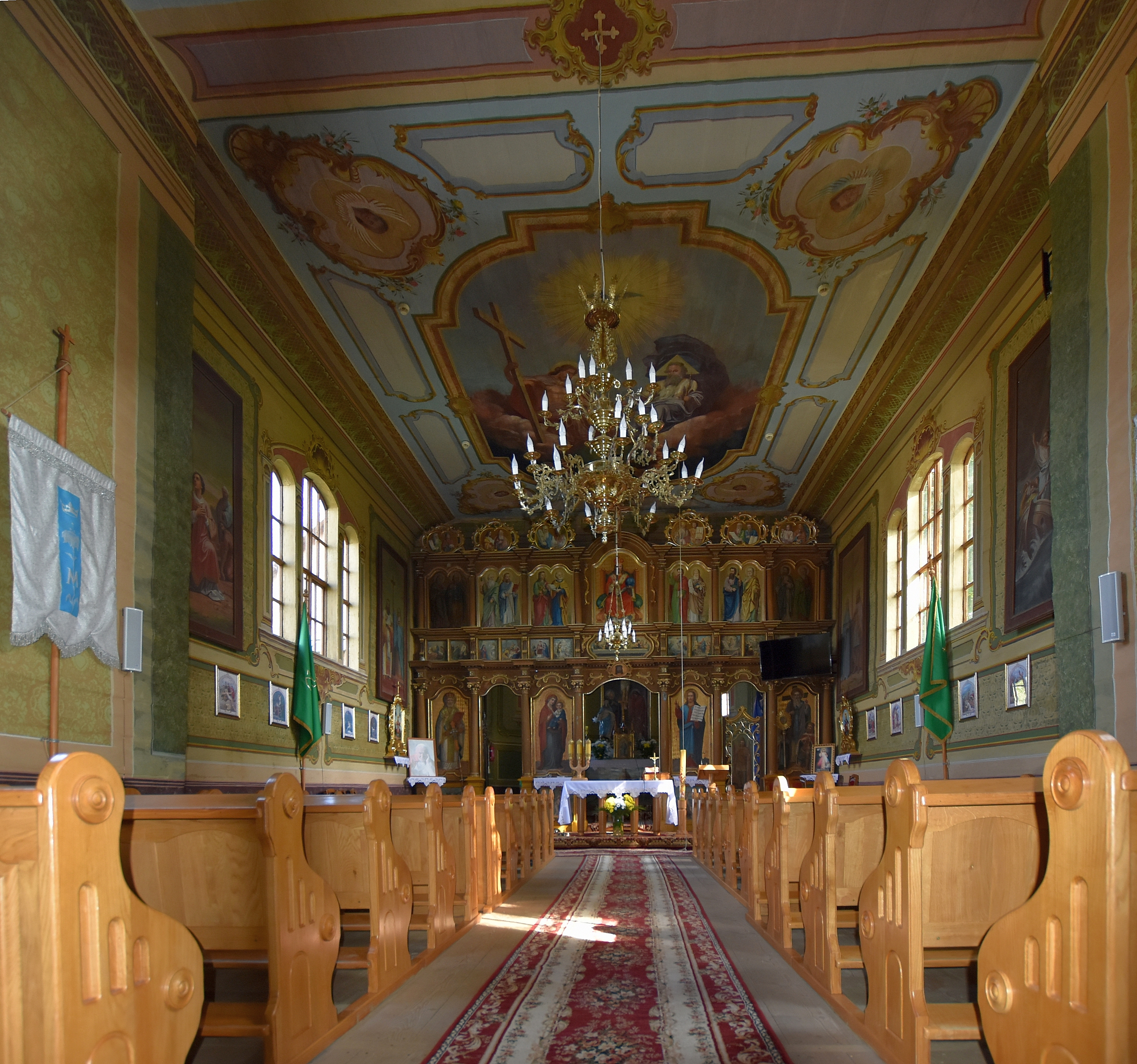
Wnętrze

## Wykorzystane materiały
- Losy cerkwi w Polsce po 1944 roku, praca zbiorowa, wyd. Reg. Ośr. Studiów i Ochr. Środowiska Kulturowego w Rzeszowie, 1997.
- Robert Bańkosz, Cerkwie Szlaku Ikon, wyd. Arete II, Krosno 2007.
- M.A. Michniewscy, Marta Duda, Cerkwie drewniane Karpat, Rewasz, Pruszków, 2003.